# Бедійська сільська адміністрація
Бе́дійська сільська́ адміністра́ція (абх. Бедиа ақыҭа ахадара) — сільська адміністрація в складі Ткуарчальського району Абхазії. Адміністративний центр адміністрації — село Бедіа.
Сільська адміністрація в часи СРСР існувала як Бедійська сільська рада Гальського району. 1994 року, після адміністративної реформи в Абхазії, сільська рада була перетворена на сільську адміністрацію і передана до складу Ткуарчальського району.
В адміністративному відношенні сільська адміністрація утворена з 2 сіл:
- Бедіа (Меоре-Бедіа)
- Пшаур (Пшаурі)

| Грузія | Це незавершена стаття з географії Грузії. Ви можете допомогти проєкту, виправивши або дописавши її. |